# Roger Kjendalen
Roger Kjendalen (* 6. Juni 1965 in Norwegen) ist ein ehemaliger norwegischer Handballspieler, der überwiegend auf der Position Rückraum Mitte eingesetzt wurde.

## Karriere
Der 1,92 m große Rechtshänder begann mit dem Handballspiel in seiner Heimat bei IF Urædd, mit dem er 1986 und 1987 jeweils norwegischer Meister und Pokalsieger sowie 1987 Spieler des Jahres wurde. 1988 wechselte er für drei Jahre zum deutschen Verein TuS Schutterwald. Nachdem er zwischenzeitlich nach Norwegen zurückgekehrt und mit Runar Sandefjord 1993 und 1994 Meister sowie 1994 Torschützenkönig geworden war, unterschrieb er 1994 beim Zweitligisten VfL Fredenbeck, mit dem er sogleich den Aufstieg ins Oberhaus schaffte. 1996 verpflichtete die SG Flensburg-Handewitt den Spielmacher. Mit der SG gewann er den EHF-Pokal 1996/97 und den Euro-City-Cup 1999. Im Jahr 2000 schloss er sich dem Schweizer Verein GC Amicitia Zürich an, verließ ihn aber nach nur einer Saison Richtung Drammen HK. Auch dort blieb er nur eine Spielzeit, anschließend kehrte er zu seinem Heimatverein Sandefjord TIF zurück, wo er nach zwei Meisterschaften 2003 und 2004 seine Karriere als spielender Co-Trainer ausklingen ließ.
Mit der norwegischen Nationalmannschaft nahm der 242-malige Auswahlspieler an der Weltmeisterschaft 1993 teil. Mit 930 erzielten Toren zwischen 1985 und 1998 ist er Norwegens Rekordtorschütze.
Im Jahr 2011 übernahm er den Trainerposten bei Sandefjord für ein Jahr für den erkrankten Eivind Ellingsen.

## Privates
Roger Kjendalen ist verheiratet mit Eli und hat zwei Söhne. Er arbeitet als Sportlehrer an einem Gymnasium in Sandefjord.

## Erfolge
- mit IF Urædd
  - Norwegischer Meister 1986 und 1987
  - Norwegischer Pokalsieger 1986 und 1987
  - Spieler des Jahres 1987
- mit Runar Sandefjord
  - Norwegischer Meister 1993 und 1994
  - Torschützenkönig 1994
- mit dem VfL Fredenbeck
  - Aufstieg in die 1. Handball-Bundesliga 1995
- mit der SG Flensburg-Handewitt
  - EHF-Pokal 1996/97
  - Euro-City-Cup 1999
- mit Sandefjord TIF
  - Norwegischer Meister 2003, 2004 und 2006
  - Norwegischer Pokalsieger 1993, 2003, 2004, 2006 und 2007